# Beilschmiedia yunnanensis
Beilschmiedia yunnanensis là loài thực vật có hoa trong họ Nguyệt quế. Loài này được Hu miêu tả khoa học đầu tiên năm 1934.